# Cubalhão
Cubalhão ist ein Ort und eine ehemalige Gemeinde (Freguesia) im nordportugiesischen Kreis Melgaço.

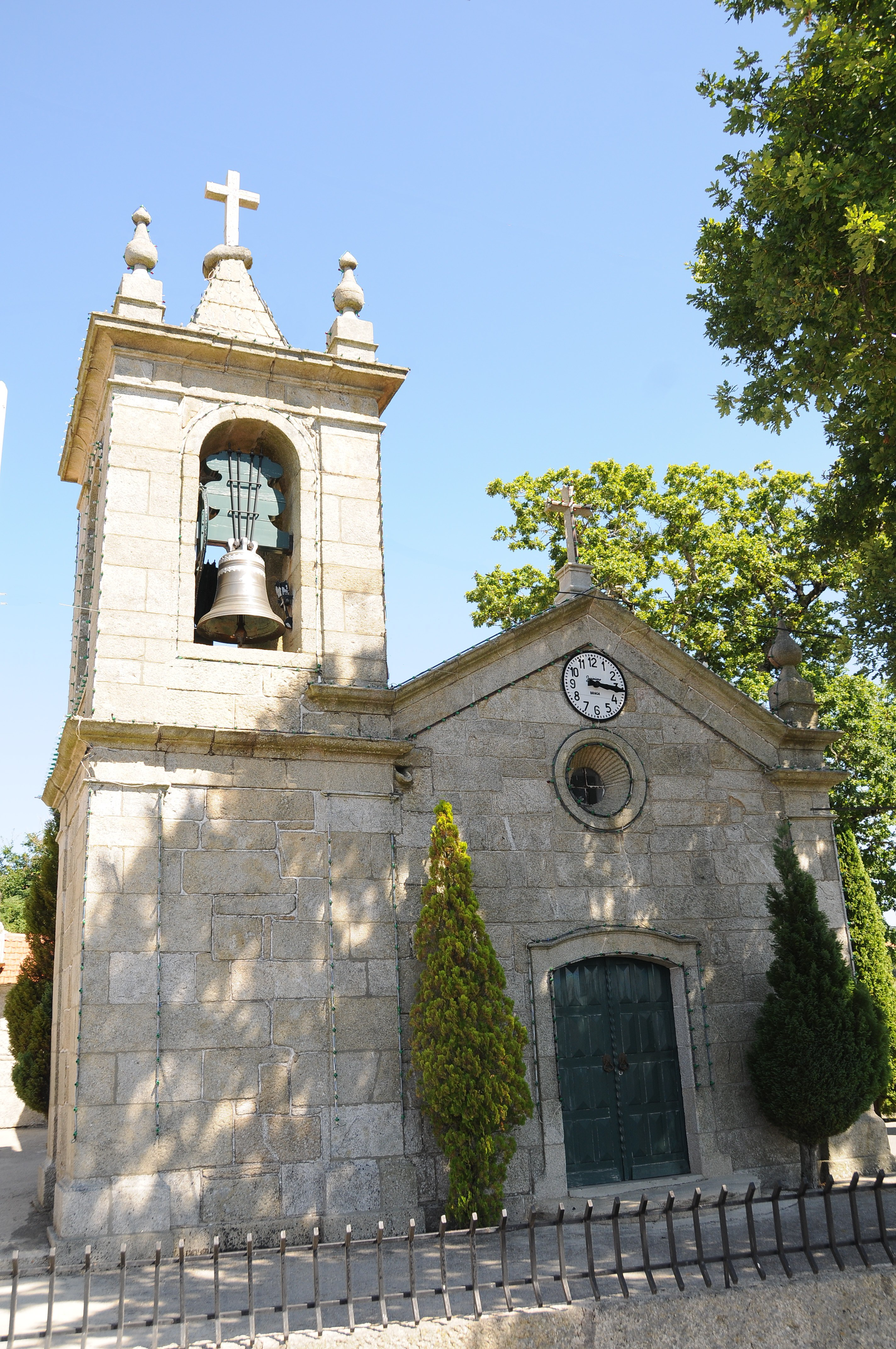
Kirche von Cubalhão

 Die Gemeinde hatte 156 Einwohner (Stand 30. Juni 2011).
Am 29. September 2013 wurden die Gemeinden Cubalhão und Parada do Monte zur neuen Gemeinde União das Freguesias de Parada do Monte e Cubalhão zusammengeschlossen.